# JFJ F
Die dänische Baureihe JFJ F waren C-Schlepptenderlokomotiven mit einem zweiachsigen Tender für den Güterzugbetrieb der Jysk-Fyenske Jernbaner (JFJ). Die vier Exemplare dieser Nassdampf-Bauart wurden 1873 von Hawthorn, Leslie & Company, Newcastle upon Tyne geliefert und als F 61–64 bezeichnet.

## Geschichte
1874 eröffnete die JFJ die Bahnstrecken von Lunderskov über Esbjerg nach Varde, ein Jahr später folgte die Teilstrecke der Vestjyske Længdebane von Varde über Ringkøbing und weiter nach Holstebro. Dafür beschaffte die Gesellschaft 16 neue Lokomotiven in drei unterschiedlichen Baureihen. Alle diese Lokomotiven wurden von Hawthorn, Leslie & Company, Newcastle-upon-Tyne in England, gebaut. Der Hersteller war durch seine Crampton-Lokomotiven für die Sjællandske Jernbaneselskab (SJS), die 1854 als Roeskilde-Klasse geliefert wurden, bereits bekannt.
Die vier Güterzuglokomotiven Nr. 61–64 wurden nach der Anlieferung im Februar und März 1874 wie in der Frühzeit der Baureihenbezeichnungen unter anderem bei der JFJ üblich, als eigene Baureihen geführt und erst zu einem nicht näher bekannten Zeitpunkt als Baureihe F zusammengefasst.

## Technische Ausführung
Die Feuerbüchse lag zwischen den beiden hinteren Radsätzen. Die Zylinder saßen leicht über der Achsmitte. Die Lokomotiven hatten innere Gleitschienen sowie eine innenliegende Stephenson-Steuerung. Die Rauchkammervorderwand war vertikal.
Der Dampfkessel war mit zwei Sicherheitsventilen, einem Salter-Ventil im Dampfdom und einem Naylor-Ventil am Feuerraum ausgestattet. Das Führerhaus hatte ein fast flaches Holzdach. Die Sandkästen lagen unter den Rangiertritten unmittelbar vor dem vorderen Radsatz. Auf den Sandkästen waren die ovalen Firmenschilder in Form von Gusseisenplatten angebracht. Es war nur eine Schraubenhandbremse am kleinen Tender vorhanden.

## Umbau zur Tenderlokomotive
Diese vier Lokomotiven wurden für kurze Zeit von Esbjerg aus eingesetzt und danach nach Aarhus überstellt, von wo aus sie Sondergüterzüge fuhren. 1885 kamen sie nach Fünen. Dort wurden Saugluftbremsen für Lokomotive und Tender eingebaut.
Da inzwischen stärkere Rangierlokomotiven benötigt wurden, wurden 1889 die F 61, F 62 und F 64 sowie 1890 die F 63 in der Werkstatt in Århus in C-gekuppelte Tenderlokomotiven umgebaut. Teile der Tender wurden für die Wasserkästen verwendet. Zudem wurden einige Rauchrohre entfernt und die Lokomotiven mit einer Dampfbremse versehen, jedoch nicht mit einer Handbremse. Wurden die Maschinen abgestellt, mussten sie mit Hemmschuhen gesichert werden.
Nach dem Umbau kamen zwei Lokomotiven nach Århus, die beiden anderen nach Vamdrup. Sie blieben immer auf Jütland.

## DSB F / DSB F (I)
Beim Zusammenschluss der Jysk-Fyenske Jernbaner und Det Danske Jernbanedriftselskab am 1. September 1867 kamen die Lokomotiven zu den neu gegründeten Danske Statsbaner. Die Zusammenlegung der Maschinenabteilungen in den Landesteilen erfolgte erst 1892. Beim neu aufgestellten Nummernplan erhielten die Lokomotiven die Baureihenbezeichnung DSB F. Als ab 1898 weitere C-gekuppelte Tenderlokomotiven für den Rangierdienst beschafft wurden, wurden sie in die Baureihe F (I) eingereiht.

## Weiterer Umbau und Verbleib
Ab diesem Zeitpunkt wurden den vier Maschinen wieder leichtere Aufgaben zugewiesen. Sie waren im Bahnbetriebswerk (dänisch maskindepot) Århus, in Horsens, Langå, Randers, Frederikshavn und Struer eingesetzt. 1899 erhielten alle vier Lokomotiven neue Kessel.

## Verbleib
F 61 war die letzte Lokomotive, die am 11. Oktober 1939 ausgemustert und anschließend in Kopenhagen verschrottet wurde. Abgestellt war sie bereits seit 1935, nachdem sie das letzte Jahr auf der Hafenbahn Horsens tätig war.
F 62 wurde 1935 in Århus abgestellt und am 28. März 1935 ausgemustert, F 63 war bis 1934 in Horsens im Dienst und wurde am 8. Januar 1935 ausgemustert, beide wurden im gleichen Jahr bei H. I. Hansen in Odense verschrottet. F 64 wurde 1936 in Frederikshavn hinterstellt und am 22. Juni 1936 ausgemustert. Ein geplanter Verkauf der Lok an die Randers–Hadsund Jernbane (RHJ) misslang, so dass sie ebenfalls bei Hansen verschrottet wurde.